# Cryptochiton stelleri
Cryptochiton stelleri — вид панцирних молюсків родини Acanthochitonidae. Найбільший вид хітонів у світі.

## Назва
Вид названо на честь німецького зоолога XVIII століття Георга Вільгельма Стеллера, першого європейського дослідника природи Камчатки і північно-західної частини Америки.

## Поширення

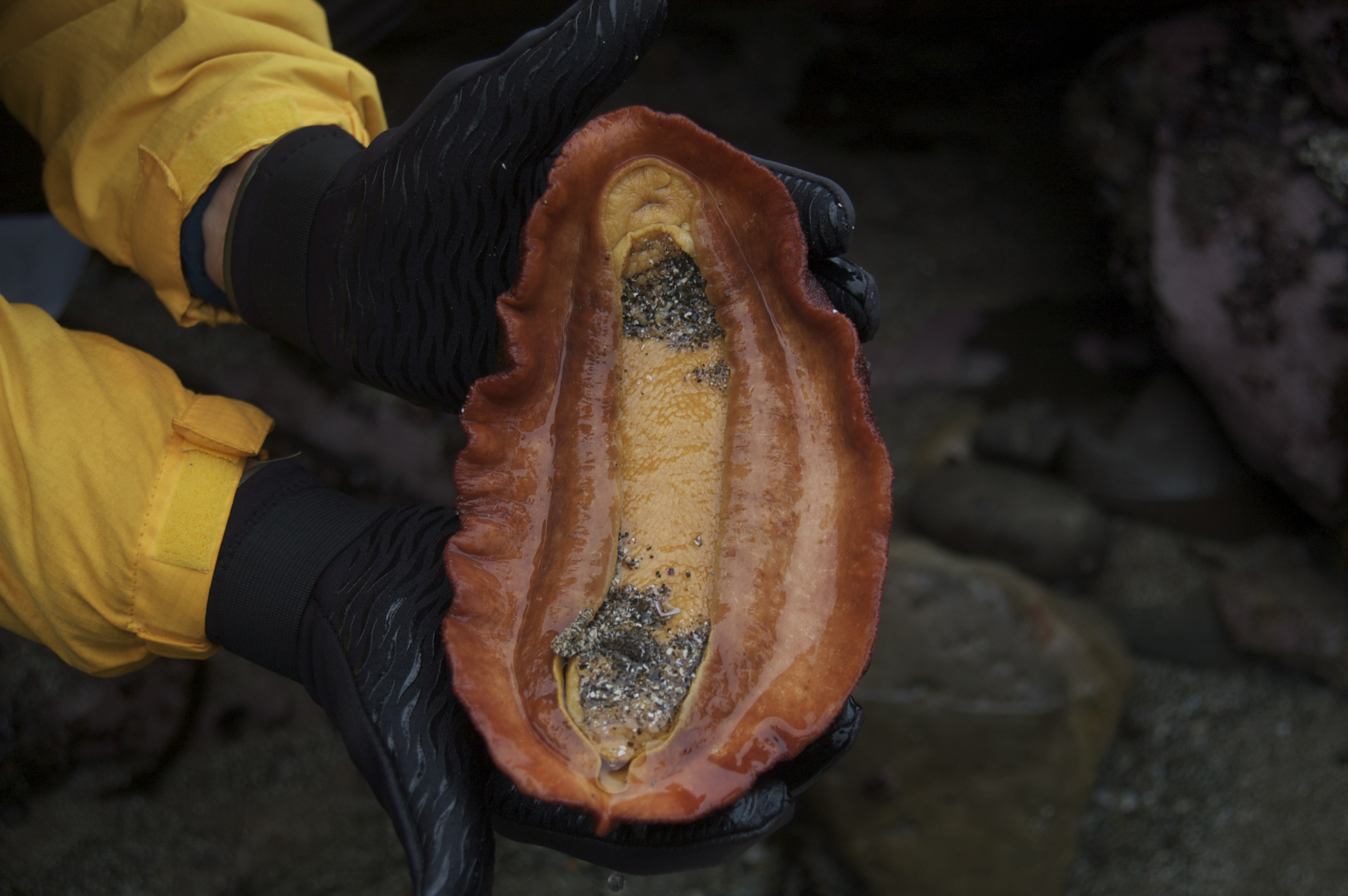
Нижня поверхня молюска

Вид поширений в північній частині Тихого океану від Центральної Каліфорнії до Аляски вздовж Алеутських островів і Камчатки на південь до Японії. Мешкає в нижніх припливних і субтидальних зонах скелястих берегів.

## Опис
Молюск виростає до 36 см та може важити до 2 кг. Забарвлення червонувато-коричневе або коричневе, але іноді помаранчевого кольору. Він має вісім броньованих пластин, що проходять гнучкою лінією вниз по спині. На відміну від інших видів хітонів, ці пластини вкриті шкірою.
Хітон має довгі масиви тонких зубів, частково утворених з магнетиту, що робить його зуби досить твердими, щоб зішкребти водорості зі скель. Стилуси, що оточують ці зуби, містять мінерал сантабарбараїт.